# Friedrich Kühne
Friedrich Kühne, nato Franz Michna (Schnobolin, 24 aprile 1870 – Berlino, 13 ottobre 1958), è stato un attore austriaco.

## Biografia
Nato in Moravia nel 1870, suddito dell'Impero austro-ungarico, Kühne iniziò la sua carriera teatrale nel 1893 lavorando in compagnie itineranti con cui girò per l'Europa. Recitò ad Amburgo, Vienna, Brema, Praga, Innsbruck, Salisburgo, Linz, Brno. Nel 1907, entrò nella compagine del Deutsches Theater di Berlino, dove sarebbe poi rimasto fino alla morte.
Nel 1913, girò il suo primo film, Heimat und Fremde, diretto da Joe May. Nella sua carriera che durò fino al 1957, prese parte a oltre un centinaio di pellicole.
Morì a Berlino il 13 ottobre 1958.

## Filmografia
- Heimat und Fremde, regia di Joe May (1913)
- Der Shylock von Krakau, regia di Carl Wilhelm (1913)
- Die Insel der Seligen, regia di Max Reinhardt (1913)
- Der Hund von Baskerville, regia di Rudolf Meinert (1914)
- Das eiserne Kreuz, regia di Richard Oswald (1914)
- Der Hund von Baskerville, 2. Teil - Das einsame Haus, regia di Rudolf Meinert (1915)
- Die Geschichte der stillen Mühle, regia di Richard Oswald (1914)
- Selbstgerichtet oder Die Gelbe Fratze, regia di Hubert Moest (1915)
- Detektiv Braun, regia di Rudolf Meinert (1914)
- Das eiserne Kreuz, regia di Richard Oswald (1914)
- Der Fund im Neubau - 1. Teil: Der Fingernagel, regia di Richard Oswald (1915)
- Der Fund im Neubau - 2. Teil: Bekenntnisse eines Mörders, regia di Richard Oswald (1915)
- Il mastino dei Baskerville (Der Hund von Baskerville, 4. Teil), regia di Richard Oswald (1915)
- Der Hund von Baskerville, 3. Teil - Das unheimliche Zimmer, regia di Richard Oswald (1915)
- Das dunkle Schloß, regia di Willy Zeyn (1915)
- Hoffmanns Erzählungen, regia di Richard Oswald (1916)
- Zirkusblut
- Seine letzte Maske, regia di Richard Oswald (1916)
- Homunculus, 1. Teil, regia di Otto Rippert (1916)
- Homunculus, 2. Teil - Das geheimnisvolle Buch, regia di Otto Rippert (1916)
- Homunculus, 3. Teil - Die Liebestragödie des Homunculus, regia di Otto Rippert (1916)
- Die aus dem Jenseits kam..., regia di Max Mack (1916)
- Die Verworfenen, regia di Hubert Moest (1917)
- Homunculus, 4. Teil - Die Rache des Homunculus, regia di Otto Rippert (1917)
- Homunculus, 5. Teil - Die Vernichtung der Menschheit, regia di Otto Rippert (1916)
- Homunculus, 6. Teil - Das Ende des Homunculus, regia di Otto Rippert (1917)
- Die roten Schuhe, regia di Hubert Moest (1917)
- Die Memoiren des Satans, 1. Teil - Doktor Mors, regia di Robert Heymann, Richard Oswald (1917)
- Die Memoiren des Satans, 2.Teil - Fanatiker des Lebens, regia di Robert Heymann (1917)
- Wenn der Wolf kommt, regia di Hubert Moest (1917)
- Weg der Erlösung, regia di Josef Stein (1918)
- Die Memoiren des Satans, 3.Teil - Der Fluchbeladene, regia di Robert Heymann (1918)
- Mouchy, regia di Hubert Moest (1918)
- Ferdinand Lassalle, regia di Rudolf Meinert (1918)
- Der Gefangene von Dahomy, regia di Hubert Moest (1918)
- Der Gast aus der vierten Dimension, regia di Rudolf Meinert (1918)
- Das Mädchen aus der Opiumhöhle, regia di Hubert Moest (1918)
- Alraune, die Henkerstochter, genannt die rote Hanne, regia di Eugen Illés (1918)
- ...um eine Stunde Glück, regia di Hubert Moest (1918)
- Taumel, regia di Hubert Moest (1919)
- Die Hexe von Norderoog, regia di Hubert Moest (1919)
- Veritas vincit, regia di Joe May (1919)
- Malaria, regia di Rochus Gliese (1919)
- Gepeitscht, regia di Carl Boese (1919)
- Die Sumpfhanne, regia di Carl Boese (1919)
- Die Spinnen, 1. Teil - Der Goldene See, regia di Fritz Lang (1919)
- Der Tintenfischclub, regia di Carl Boese (1919)
- Tscherkessenblut, regia di Hubert Moest (1919)
- Opium, regia di Robert Reinert (1919)
- Galeotto, der große Kuppler, regia di Hubert Moest (1919)
- Der Peitschenhieb, regia di Hubert Moest (1919)
- Der Mädchenhirt, regia di Karl Grune (1919)
- Die Schreckensnacht im Irrenhaus Ivoy, regia di Otz Tollen, Arzén von Cserépy (1920)
- Das Lied der Puszta, regia di Carl Boese (1920)
- Die Spinnen, 2. Teil - Das Brillantenschiff, regia di Fritz Lang (1920)
- Wenn Colombine winkt, regia di Eugen Illés (1920)
- Die Tophar-Mumie, regia di Johannes Guter (1920)
- Anna Bolena (Anna Boleyn), regia di Ernst Lubitsch (1920)
- Judith Trachtenberg, regia di Henrik Galeen (1920)
- Lepain, der König der Verbrecher - 3. Teil, regia di Hubert Moest, Louis Ralph (1920)
- Lepain, der König der Verbrecher - 4. Teil, regia di Hubert Moest, Louis Ralph (1920)
- Die Verschleierte, regia di Reinhard Bruck (1920)
- Das Wüstengrab, regia di Karl Heiland (1920)
- Haschisch, das Paradies der Hölle, regia di Reinhard Bruck (1921)
- Die Bettlerprinzessin, regia di Felix Basch (1921)
- Danton, regia di Dimitri Buchowetzki (1921)
- Der Schrecken der roten Mühle, regia di Carl Boese (1921)
- Der Schatz der Azteken, regia di Karl Heiland (1921)
- Die schwarze Pantherin, regia di Johannes Guter (1921)
- Klub der Einäugigen, regia di Hubert Moest (1921)
- Lady Hamilton, regia di Richard Oswald (1921)
- Die sterbende Stadt, regia di Holger-Madsen (1921)
- Kinder der Finsternis - 1. Der Mann aus Neapel, regia di Ewald André Dupont (1921)
- Kinder der Finsternis - 2. Kämpfende Welten, regia di Ewald André Dupont (1922)
- Othello, regia di Dimitri Buchowetzki (1922)
- Gli stigmatizzati (Die Gezeichneten), regia di Carl Theodor Dreyer (1922)
- Theonis, la donna dei faraoni (Das Weib des Pharao), regia di Ernst Lubitsch (1922)
- Das Logierhaus für Gentleman, regia di Louis Ralph (1922)
- Tingeltangel, regia di Otto Rippert (1922)
- Das Testament des Joe Sivers, regia di Conrad Wiene (1922)
- Luise Millerin, regia di Carl Froelich (1922)
- Der Graf von Essex, regia di Peter Paul Felner (1922)
- Sterbende Völker - 1. Heimat in Not, regia di Robert Reinert (1922)
- Sterbende Völker - 2. Brennendes Meer, regia di Robert Reinert (1922)
- Bigamie, regia di Rudolf Walther-Fein (1922)
- Der falsche Dimitri, regia di Hans Steinhoff (1922)
- Lola Montez, die Tänzerin des Königs, regia di Willi Wolff (1922)
- Der Mann mit der eisernen Maske, regia di Max Glass (1923)
- Avventura di una notte (Abenteuer einer Nacht), regia di Harry Piel (1923)
- Der allmächtige Dollar, regia di Jaap Speyer (1923)
- Die brennende Kugel, regia di Otto Rippert (1923)
- Said: Ein Volk in Ketten, regia di Edmund Linke (1923)
- Das unbekannte Morgen, regia di Alexander Korda (1923)
- Carlos und Elisabeth, regia di Richard Oswald (1924)
- Auf Befehl der Pompadour, regia di Friedrich Zelnik (1924)
- Prater, regia di Peter Paul Felner (1924)
- Die sterbende Erde, regia di Hubert Moest (1924)
- Das goldene Kalb, regia di Peter Paul Felner (1925)
- Der Mann auf dem Kometen, regia di Alfred Halm (1925)
- Lebende Buddhas, regia di Paul Wegener (1925)
- Götz von Berlichingen zubenannt mit der eisernen Hand, regia di Hubert Moest (1925)
- Lützows wilde verwegene Jagd, regia di Richard Oswald (1927)
- Dr. Bessels Verwandlung, regia di Richard Oswald (1927)
- Alle soglie dell'impero (Das Flötenkonzert von Sans-souci), regia di Gustav Ucicky (1930)
- Teilnehmer antwortet nicht, regia di Rudolph Cartier (come Rudolf Katscher), Marc Sorkin (1932)
- Die Fledermaus, regia di Paul Verhoeven (1937)
- Wozzeck, regia di Georg C. Klaren (1947)
- Karriere in Paris, regia di Georg C. Klaren, Hans-Georg Rudolph (1952)
- Frauenschicksale, regia di Slatan Dudow (1952)
- Anna Susanna, regia di Richard Nicolas (1953)
- Die Millionen der Yvette, regia di Martin Hellberg (1956)
- Das Stacheltier - Das Gesellschaftsspiel, regia di Frank Beyer (1957)